# 픽픽
픽픽(영어: PicPick)은 스크린샷을 만들고 편집하기 위해 사용되는 윈도우 프로그램이다. 설치 후 작업 표시줄에 상주하며 여기에서 컨텍스트 메뉴를 통해 모든 기능을 접근할 수 있다. 설치 또는 포터블 앱으로 실행이 가능하다.

## 라이선스
픽픽은 개인은 물론 기업과 공공기관에서도 무료로 사용이 가능한 프리웨어이다.
무료 버전은 수동 업데이트가 필요하며 기술 지원을 제공하지 않는다.
단, 해외에서 사용할 경우(한국어 이외의 언어로 사용할 경우) 비상업적으로만 무료이며, 상업적 이용은 구매가 필요하다.

## 다운로드
cnet에서만 거의 200만 건의 다운로드가 있었다.

## 같이 보기
- 스크린샷